# Pablo Andrés González
Pablo Andrés González (Tandil, 28 maggio 1985) è un allenatore di calcio ed ex calciatore argentino, di ruolo attaccante, tecnico della formazione Primavera del Novara.
Durante la sua carriera ha vestito le maglie di Racing Club, Locarno, Grupo Universitario, Novara, Palermo, Alessandria e Siena.

## Biografia
È il fratello minore di Mariano González. In patria è soprannominato "Puci" o "Cartero", visto che prima di essere tesserato dal Novara svolgeva il lavoro di portalettere per arrotondare lo stipendio, mentre in Italia è chiamato "Speedy". La sua esultanza dopo un gol deriva dal cantante argentino Indio Solari. Il 14 ottobre 2010 ha sposato la connazionale Veronica Villar.

## Caratteristiche tecniche
Attaccante molto veloce in grado di giocare in tutti i ruoli d'attacco: prima punta, seconda punta o esterno. Dotato di un buon tiro di sinistro, possiede una raffinata tecnica e discreto senso del gol.

## Carriera

### Giocatore

#### Racing Avellaneda, Locarno e Tandil
Cresciuto nelle giovanili del Racing Avellaneda, ha esordito in prima squadra nella stagione 2006-2007 sotto la guida tecnica di Diego Simeone, giocando 4 partite della Primera Division.
Nella stagione 2007-2008 viene acquistato dalla squadra svizzera del Locarno che milita in Challenge League. Il debutto arriva alla seconda giornata in trasferta contro il Winterthur (sconfitta per 2-0) partendo dalla panchina, mentre la prima partita da titolare la gioca alla quarta giornata, in Kriens-Locarno (2-0). Con il Locarno, nel quale trova poco spazio (14 presenze), segna 2 reti: la prima in Vaduz-Locarno (2-2, rete valida per il pareggio finale), mentre la seconda ed ultima in Delémont-Locarno (5-2).
Per la stagione 2008-2009 torna in Argentina al Tandil, squadra che milita nel Torneo Argentino B ovvero quarta divisione argentina. Con la squadra argentina gioca 28 partite e segna 17 reti.

#### Novara e Palermo
Per la stagione 2009-2010 firma con la squadra italiana del Novara, segnalato da Aldo Sensibile a suo figlio Pasquale, direttore sportivo della squadra piemontese. Esordisce con la nuova maglia in Novara-Sorrento (2-1) valida per la seconda giornata del campionato di Lega Pro Prima Divisione, mentre la prima rete arriva in Novara-Monza (1-1) alla quinta giornata. Chiude la stagione (in cui è partito spesso dalla panchina) segnando 5 gol in 25 presenze di campionato (conclusosi con la promozione in Serie B), un gol nell'unica partita giocata dalla squadra in Coppa Italia Lega Pro (sconfitta contro il Como ai calci di rigore), tre gol in Coppa Italia contro squadre di massima serie come Siena (doppietta) e Milan e un gol nella finale di ritorno della Supercoppa di Lega di Prima Divisione vinta a maggio dopo il doppio confronto col Portogruaro, per un totale di 10 gol in stagione.
Segna la sua prima rete nella serie cadetta durante la seconda giornata di campionato contro la Triestina, partita vinta dai piemontesi per 2-0. Il 10 ottobre 2010 segna una quaterna nella vittoria dei piemontesi per 1-5 in trasferta contro il Portogruaro. Nel gennaio 2011 il Novara comunica di aver ricevuto un'offerta seria e concreta per l'acquisizione del giocatore da parte dell'Atalanta, squadra che come i piemontesi milita nella serie cadetta.
Il 31 gennaio 2011, ultimo giorno della sessione invernale del calciomercato, il Palermo acquista il giocatore per 5 milioni di euro lasciandolo in prestito al Novara fino a fine stagione; nella trattativa sono rientrate le compartecipazioni del portiere Samir Ujkani e del difensore Michel Morganella, fino a quel momento solo in prestito alla squadra piemontese. Chiude la seconda stagione al Novara (iniziata bene e conclusa in calo, in cui si è rivelato uno dei migliori giocatori del campionato cadetto) con 38 presenze in campionato (chiuso al terzo posto) più le 4 dei play-off, segnando 15 reti nella stagione regolare ed uno nella finale di ritorno dei play-off vinta per 2-0 sul Padova (la sua rete è quella che sblocca il risultato) che regala al Novara la promozione in Serie A; a questi dati si aggiungono 2 presenze in Coppa Italia.
Finito il prestito, si trasferisce al Palermo. Il 4 agosto fa l'esordio ufficiale in maglia rosanero, e contestualmente nelle coppe europee, in occasione della sfida di ritorno del terzo turno preliminare di Europa League contro gli svizzeri del Thun (1-1), giocando titolare; dopo aver segnato il gol del vantaggio rosanero, esce al 63' per far posto ad Eran Zahavi. È questa l'unica presenza con il Palermo.

#### Prestito al Siena
Il 31 agosto 2011, l'ultimo giorno di calciomercato, passa al Siena in prestito oneroso di 100.000 euro con diritto di riscatto sulla compartecipazione.
Esordisce in maglia bianconera l'11 settembre in occasione di Catania-Siena (0-0) della seconda giornata di campionato (la prima è stata rinviata), esordendo così nel massimo campionato italiano. Segna la prima rete sia in Serie A che con la maglia bianconera in Siena-Cesena (2-0) dell'ottava giornata, sbloccando il risultato.
Con il Siena gioca 16 partite in campionato (segnando la rete già citata) e 4 in Coppa Italia, competizione nella quale segna 2 gol arrivando fino alla semifinale: per il Siena, che mai aveva superato gli ottavi, si tratta di un traguardo storico.

#### Ritorno al Novara
Scaduto il prestito al Siena, il 22 giugno il Palermo cede il giocatore a titolo definitivo al Novara, tornando così a giocare in Piemonte.
Nel 2014-2015 con 15 gol contribuisce al ritorno del Novara in Serie B.
In Serie B va nuovamente in doppia cifra, contribuendo al raggiungimento dei play-off dei piemontesi, poi eliminati dal Pescara.

#### Alessandria
Il 24 luglio 2016 viene acquistato a titolo definitivo dall'Alessandria, con cui firma un contratto quadriennale.
All'esordio in campionato con il nuovo club va subito a segno, il 28 agosto, contro la Pro Piacenza, ripetendosi poi anche nei due incontri successivi. In campionato segna 22 gol al primo anno e 13 al secondo compresi i play-off di Serie C e vince la Coppa Italia Serie C 2017-2018. Il 27 settembre 2018 si svincola dal club piemontese.

#### Nuovo ritorno al Novara
Il 14 dicembre 2018 viene nuovamente tesserato dal Novara, con cui firma un contratto fino a giugno 2021.
Rimasto svincolato al termine del contratto, firma con la nuova società Novara Football Club, che prende parte al campionato di Serie D dopo la mancata iscrizione al professionismo della storica società Novara Calcio.
Il 30 giugno 2023, l'attaccante risolve ufficialmente il proprio contratto di comune accordo con la società. Al momento del suo addio al Novara, risulta il miglior marcatore nella storia del club piemontese, con 103 reti complessive.

#### RG Ticino
Sempre il 30 giugno 2023, viene ufficializzato il suo ingaggio da parte dell'RG Ticino, neo-promosso in Serie D.
Al termine della stagione 2023-2024, in cui ha registrato 34 presenze, tre reti e due assist, l'attaccante annuncia il proprio ritiro dal calcio giocato, all'età di 39 anni.

### Allenatore
Contestualmente all'annuncio del suo ritiro, il 28 maggio 2024, giorno del suo trentanovesimo compleanno, González viene nominato tecnico della prima squadra dell'RG Ticino, in Serie D, che vede il club col cambio di denominazione in SSD NovaRomentin, dopo l'unione con il Pro Novara.

## Statistiche

### Presenze e reti nei club
Statistiche aggiornate al 5 maggio 2024.
| Stagione                 | Squadra                  | Campionato               | Campionato | Campionato | Coppe nazionali | Coppe nazionali | Coppe nazionali | Coppe continentali | Coppe continentali | Coppe continentali | Altre coppe | Altre coppe | Altre coppe | Totale | Totale |
| Stagione                 | Squadra                  | Comp                     | Pres       | Reti       | Comp            | Pres            | Reti            | Comp               | Pres               | Reti               | Comp        | Pres        | Reti        | Pres   | Reti   |
| ------------------------ | ------------------------ | ------------------------ | ---------- | ---------- | --------------- | --------------- | --------------- | ------------------ | ------------------ | ------------------ | ----------- | ----------- | ----------- | ------ | ------ |
| 2005-2006                | Racing Avellaneda        | PD                       | 4          | 0          |                 | -               | -               | -                  | -                  | -                  | -           | -           | -           | 4      | 0      |
| 2006-2007                | Racing Avellaneda        | PD                       | 0          | 0          | -               | -               | -               | -                  | -                  | -                  | -           | -           | -           | 0      | 0      |
| Totale Racing Avellaneda | Totale Racing Avellaneda | Totale Racing Avellaneda | 4          | 0          |                 | -               | -               |                    | -                  | -                  |             | -           | -           | 4      | 0      |
| 2007-2008                | Locarno                  | CL                       | 14         | 2          | CS              | 0               | 0               | -                  | -                  | -                  | -           | -           | -           | 14     | 2      |
| 2008-2009                | G. U. de Tandil          | TAB                      | 28         | 16         | -               | -               | -               | -                  | -                  | -                  | -           | -           | -           | 28     | 16     |
| 2009-2010                | Novara                   | LP1D                     | 25         | 5          | CI+CI-LP        | 2+1             | 3+1             | -                  | -                  | -                  | SL-PD       | 2           | 1           | 30     | 10     |
| 2010-2011                | Novara                   | B                        | 39+4       | 15+1       | CI              | 2               | 0               | -                  | -                  | -                  | -           | -           | -           | 45     | 16     |
| ago. 2011                | Palermo                  | A                        | 0          | 0          | CI              | 0               | 0               | UEL                | 1                  | 1                  | -           | -           | -           | 1      | 1      |
| ago. 2011-2012           | Siena                    | A                        | 16         | 1          | CI              | 4               | 2               | -                  | -                  | -                  | -           | -           | -           | 20     | 3      |
| 2012-2013                | Novara                   | B                        | 39+2       | 14         | CI              | 2               | 1               | -                  | -                  | -                  | -           | -           | -           | 43     | 15     |
| 2013-2014                | Novara                   | B                        | 34+2       | 6+2        | CI              | 2               | 1               | -                  | -                  | -                  | -           | -           | -           | 38     | 9      |
| 2014-2015                | Novara                   | LP                       | 34         | 15         | CI+CI-LP        | 1+1             | 0               | -                  | -                  | -                  | SL          | 1           | 0           | 37     | 15     |
| 2015-2016                | Novara                   | B                        | 37+3       | 10+3       | CI              | 2               | 1               | -                  | -                  | -                  | -           | -           | -           | 42     | 14     |
| 2016-2017                | Alessandria              | LP                       | 37+6       | 20+2       | CI+CI-LP        | 2+0             | 0               | -                  | -                  | -                  | -           | -           | -           | 45     | 22     |
| 2017-2018                | Alessandria              | C                        | 30+2       | 12+1       | CI+CI-C         | 1+6             | 0+1             | -                  | -                  | -                  | -           | -           | -           | 39     | 14     |
| Totale Alessandria       | Totale Alessandria       | Totale Alessandria       | 67+8       | 32+3       |                 | 9               | 1               |                    | -                  | -                  |             | -           | -           | 84     | 36     |
| 2018-2019                | Novara                   | C                        | 16+2       | 2          | CI+CI-C         | 0+1             | 0               | -                  | -                  | -                  | -           | -           | -           | 19     | 2      |
| 2019-2020                | Novara                   | C                        | 21+4       | 3+2        | CI+CI-C         | 1+1             | 0               | -                  | -                  | -                  | -           | -           | -           | 27     | 5      |
| 2020-2021                | Novara                   | C                        | 18         | 1          | CI+CI-C         | 1               | 0               | -                  | -                  | -                  | -           | -           | -           | 19     | 1      |
| 2021-2022                | Novara                   | D                        | 35+2       | 9          | CI-C            | 2               | 2               | -                  | -                  | -                  | -           | -           | -           | 39     | 11     |
| 2022-2023                | Novara                   | C                        | 32+1       | 6          | CI-C            | 0               | 0               | -                  | -                  | -                  | -           | -           | -           | 33     | 6      |
| Totale Novara            | Totale Novara            | Totale Novara            | 330+20     | 86+8       |                 | 19              | 9               |                    | -                  | -                  |             | 3           | 1           | 372    | 104    |
| 2023-2024                | RG Ticino                | D                        | 32         | 3          | CI-D            | 2               | 0               | -                  | -                  | -                  | -           | -           | -           | 34     | 3      |
| Totale carriera          | Totale carriera          | Totale carriera          | 491+28     | 140+11     |                 | 34              | 12              |                    | 1                  | 1                  |             | 3           | 1           | 557    | 165    |

### Statistiche da allenatore
Statistiche aggiornate al 18 maggio 2025.
| Stagione        | Squadra         | Campionato      | Campionato | Campionato | Campionato | Campionato | Coppe nazionali | Coppe nazionali | Coppe nazionali | Coppe nazionali | Coppe nazionali | Coppe continentali | Coppe continentali | Coppe continentali | Coppe continentali | Coppe continentali | Altre coppe | Altre coppe | Altre coppe | Altre coppe | Altre coppe | Totale | Totale | Totale | Totale | % Vittorie | Piazzamento |
| Stagione        | Squadra         | Comp            | G          | V          | N          | P          | Comp            | G               | V               | N               | P               | Comp               | G                  | V                  | N                  | P                  | Comp        | G           | V           | N           | P           | G      | V      | N      | P      | %          | Piazzamento |
| --------------- | --------------- | --------------- | ---------- | ---------- | ---------- | ---------- | --------------- | --------------- | --------------- | --------------- | --------------- | ------------------ | ------------------ | ------------------ | ------------------ | ------------------ | ----------- | ----------- | ----------- | ----------- | ----------- | ------ | ------ | ------ | ------ | ---------- | ----------- |
| 2024-2025       | NovaRomentin    | D               | 36+2       | 21+2       | 8          | 7          | CI-D            | 2               | 0               | 1               | 1               | -                  | -                  | -                  | -                  | -                  | -           | -           | -           | -           | -           | 40     | 23     | 9      | 8      | 57,50      | 2º          |
| Totale carriera | Totale carriera | Totale carriera | 38         | 23         | 8          | 7          |                 | 2               | 0               | 1               | 1               |                    | -                  | -                  | -                  | -                  |             | -           | -           | -           | -           | 40     | 23     | 9      | 8      | 57,50      |             |

## Palmarès

### Club

#### Competizioni nazionali
- Supercoppa di Lega di Prima Divisione: 1

Novara: 2009-2010
- Lega Pro Prima Divisione: 1

Novara: 2009-2010
- Lega Pro: 1

Novara: 2014-2015
- Supercoppa di Lega Pro: 1

Novara: 2015
- Coppa Italia Serie C: 1

Alessandria: 2017-2018
- Serie D: 1

Novara FC: 2021-2022 (girone A)

### Individuale
- Capocannoniere della Lega Pro: 1

2016-2017 (Girone A, 20 gol, a pari merito con Bocalon)